# トランスヒューマニズム
トランスヒューマニズム（英: transhumanism）は、新しい科学技術を用い、人間の身体と認知能力を進化させ、人間の状況を前例の無い形で向上させようという思想である。省略して>HやH+と書かれる場合もある。日本語では「超人間主義」などと訳される。トランスヒューマニズムは人間の機能拡張やその他将来の科学技術の開発・使用により、将来起こりうることを研究する学問でもある。
トランスヒューマニストの思想家は、人間の根本的な限界を克服し得る新興技術の潜在的な利益と危険性、およびそれらの技術を使用することの倫理的限界について研究している。最も一般的なトランスヒューマニストの主張は、人類は最終的に、現在の状態から大幅に拡張された能力を持つ異なる存在へと変化し、ポストヒューマンとも呼ぶべき存在になる可能性があるということである。
「トランスヒューマニズム」という用語の現代における意味は、最初の未来学の教授の一人であり、1960年代にニュースクール大学で「人類の新概念」について教えていたFM-2030によって予見されていた。そのとき彼は、技術とライフスタイル、そして世界観を「トランスヒューマン」として、ポストヒューマニティへと移り変わり始める人々を認識し始めていた。この主張は恐らく、英国の哲学者Max Moreが1990年に未来学者哲学としてのトランスヒューマニズムの原則を明確にし、カリフォルニアで後に世界的なトランスヒューマニズム運動へと成長した知識人の組織化のための知的基盤を築いた。
サイエンス・フィクションの独創的な作品の影響を受け、変容した未来の人類に関するトランスヒューマニストによるビジョンは、哲学や宗教を含む幅広い視点から多くの支持者や批判者を惹きつけた。
2017年、Penn State University PressはStefan Lorenz Sorgnerと社会学者のJames Hughesの協力の下、ポストヒューマニズムとトランスヒューマニズムの概念を明確にし両方の文化運動を比較対照するという目的を持つ、ポストヒューマンに特化した最初の学術誌『Journal of Posthuman Studies』を確立した。

## 歴史

### トランスヒューマニズムの先駆者
ニック・ボストロムによると、自己超越的衝動は、少なくともギルガメシュ叙事詩における不死の探求、若返りの泉、エリクサー、そしてその他の老化と死を回避しようとする努力にまで遡られる。
ウィリアム・ゴドウィンは、著書『Political Justice』（1793年）の初版に、現在はPhysical Immortalityと呼ばれているEarthly Immortalityの可能性を支持する議論を含めた。ゴドウィンは、彼のゴシック小説『St. Leon』で、寿命延長と不死というテーマについて探求した。これは、1799年の出版当時には人気があったが（そして悪名高かった）、現在ではほとんど忘れ去られている。『St. Leon』は、彼の娘であるメアリー・シェリーの小説『フランケンシュタイン』にインスピレーションを与えた可能性がある。
フリードリヒ・ニーチェの哲学は、技術的革新よりも自己実現に重きを置いているため、「超人」（独：Übermensch）の賞揚にも関わらず、トランスヒューマニズムへ影響を与えたかどうかについては議論がある。Max MoreとStefan Lorenz Sorgnerによるトランスヒューマニスト哲学は、ニーチェの思想から強く影響を受けてきた。それとは対照的に、世界トランスヒューマニスト協会による『トランスヒューマニスト宣言』には、「（前略）全ての知性が幸福（Well-being）であることを主張する（人工知能、人間、ポストヒューマン、人間以外の動物、そのどれであろうとも）」と記されている。
19世紀後半から20世紀初頭にかけてのロシア宇宙主義として知られる運動には、特に初期の主人公であるロシアの哲学者N.F. Fyodorovによる、後にトランスヒューマニズム運動の中核に発展したいくつかの着想も取り入れられていた。

### 初期のトランスヒューマニストの考え

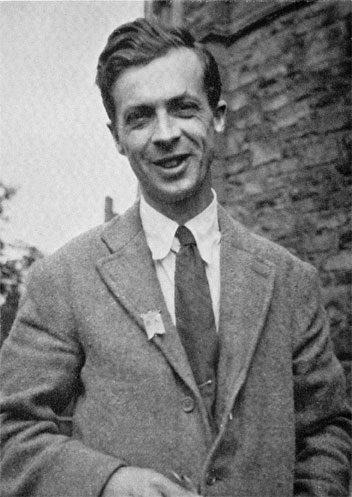
ジュリアン・ハクスリー、1957年の影響力あるエッセイで「トランスヒューマニズム」という用語を広めた生物学者。

トランスヒューマニズムの基本的な着想は、1923年に英国の生物学者J・B・S・ホールデンのエッセイ『ダイダロス、あるいは科学と未来』（英: Daedalus or Science and the Future）によって初めて提唱された。それは、高度な科学技術を人間の生物学に応用することによって大きな利益が齎（もたら）されることを予言していた。また、誰かにとっては、そのような進歩は全て冒涜的または倒錯的、あるいは「下劣で不自然」なように映るだろうとも予測していた。彼は特に、優生学の科学の発展、体外発生（人工環境での生命の創造と維持）、そして健康や知能など人間の特性を改善するための遺伝学の応用に対して興味を抱いていた。また、「トランスヒューマニズム」（英：Transhumanism）という語を最初に用いた人物は、幼少期からホールデンと親友であるオルダス・ハクスリーの兄のジュリアン・ハクスリーである。
彼の記事は、学術的および一般的な関心に影響を与えた。ケンブリッジ大学の結晶学者ジョン・デスモンド・バナールは、1929年に『The World, the Flesh and the Devil』を著した。その中で彼は、宇宙への植民、生物工学的インプラントを通した人体と知能への急激な変化、そして認知の強化について思索した。それ以来、それらの着想はトランスヒューマニストの一般的なテーマとなっている。
生物学者のジュリアン・ハクスリーは、1957年の影響力あるエッセイのタイトルにトランスヒューマニズムという用語を用いた後、概してトランスヒューマニズムの創始者とみなされるようになった。しかし、この用語自体は、カナダの哲学者W. D. Lighthallによる1940年以前の論文に由来している。ハクスリーは、トランスヒューマニズムを次のように説明している：
今日に至るまで、人間の人生はホッブズが説明した様に、一般的に「不快かつ野卑で短い」ものであった。人類の大部分は（既に若くして死んでいない場合）悲惨に悩まされている。我々は、現在の限界および我々の存在の惨めな不満の大部分を乗り越えられ得る、そしてそれらの可能性の地が存在するという信念を、正当に保持することができる。人類は、望むのであれば自己を超越することができる――――散発的にではなく、一つの道にいるここの個人として、別の道にいるそこの個人として、しかし全体的には人類として。
ハクスリーの定義は、実質的ではないが、1980年代以降に使われている定義とは異なる。これらの思想家によって提起された着想は1960年代のサイエンス・フィクション、特にアーサー・C・クラークの『2001年宇宙の旅』で探求され、そこでは、宇宙人の人工遺物によって超越的な力がその行使者に与えられた。
日本のメタボリストの建築家は、1960年にマニフェストを作成した。そこでは、デザインとテクノロジーを通して「社会の活発な代謝の発達を促進する」という目標が概説された。マニフェストの「素材と人間」という章において、川添登は以下の提言を行った：
数十年後、通信技術の急速な発展に伴い、誰もが耳に「脳波受信機」を持ち、他の人が彼について（逆もまた然り）どう考えているかについて、直接かつ正確に伝えられるようになるだろう。私の思うことは全ての人に知られる。そこには、もはや個人の意思は存在せず、人類全体の意思のみがある。

### 人工知能と技術的特異点
技術的特異点という概念、または超人的知能の急速な到来は、1965年に英国の暗号学者I. J. Goodによって初めて提唱された：
超知能的な機械を、どんなに賢い人間の知的活動をも遥かに上回る機械として定義しよう。機械の設計はこれらの知的活動の一つであるため、超知能的な機械は更に優れた機械を設計できる。そこでは疑いようもなく「知能爆発」が発生し、人間の知能は遥か後方に取り残されることになるだろう。したがって、最初の超知能的機械は人間がこれまでに必要とする最後の発明となる。
計算機科学者のマービン・ミンスキーは、1960年代に始まった人間と人工知能との関係について記した。その後の数十年に渡ってこの分野は、ハンス・モラベックやレイ・カーツワイルなどの、技術的領域とトランスヒューマニスト的な未来学的思索の間を揺れ動く影響力のある思想家を生み出し続けた。識別可能なトランスヒューマニスト運動の集合は、20世紀最後の数十年に始まった。1966年、ニューヨークのニュースクール大学で「人間の新概念」について教えた未来学者のFM-2030（旧名：F. M. Esfandiary）は、技術とライフスタイル、および世界観を「トランスヒューマン」としてポストヒューマニティへと移行し始める人々を認識し始めた。1972年、ロバート・エッチンガーは、著書『The Prospect of Immortality』（1964年）で人体冷凍保存運動を確立し、『Man into Superman』（1972年）で「トランスヒューマニティ」の概念化に貢献した。FM-2030は、1973年に『Upwingers Manifesto』を出版した。

### トランスヒューマニズムの発達
最初にトランスヒューマニストを自称する者達が正式に会ったのは、1980年代初頭のカリフォルニア大学ロサンゼルス校であり、後にトランスヒューマニスト思想の中心地となった。FM-2030はここで、彼の「第三の道」的未来学イデオロギーについて講義を行った。トランスヒューマニストや他の未来学者が頻繁に訪れるEZTV Mediaの会場で、Natasha Vita-Moreは人間が宇宙に向かう際の生物学的限界と地球の重力から脱却することをテーマにした彼女の1980年の実験映画『Breaking Away』を発表した。FM-2030とVita-Moreは、それから間もなくロサンゼルスでトランスヒューマニストの集会を開催し始めた。これにはFM-2030の講義を受けた生徒達とVita-Moreの芸術作品の聴衆が含まれていた。1982年、Vita-Moreは『Transhumanist Arts Statement』を著し、6年後にはトランスヒューマニティに基づいてケーブルテレビ番組『TransCentury Update』を制作した。これは10万人以上の視聴者に届いた。
1986年、K・エリック・ドレクスラーは、ナノテクノロジーと分子アセンブラの展望について議論した『創造する機械 — ナノテクノロジー』（英: Engines of Creation: The Coming Era of Nanotechnology）を著し、Foresight Instituteを設立した。人体冷凍保存の研究と提唱、そして実行を行った最初の非営利団体として、アルコー延命財団の南カリフォルニアのオフィスは未来学者にとっての中心地となった。1988年、『Extropy Magazine』の最初の号がMax MoreとTom Morrowによって出版された。1990年、戦略的哲学者のMoreは、独自かつ特定のトランスヒューマニストのドクトリンを作成した。それはエクストロピーの原則の形を取っており、新しい定義を与えることにより現代のトランスヒューマニズムの基礎を築いた：
トランスヒューマニズムは、我々をポストヒューマン状態へと導く哲学の一種である。トランスヒューマニズムは、理性と科学への敬意、進歩への献身、今生における人間（またはトランスヒューマン）存在の評価など、ヒューマニズムと多くの要素を共有している。（中略）トランスヒューマニズムはヒューマニズムとは異なり、様々な科学と技術に起因する我々の生活の性質と可能性の根本的な変化を認識し、予測するものである。（後略）
1992年、MoreとMorrowは、エクストロピー研究所を設立した。それは、未来学者をネットワーク化し相互に繋げる触媒となり、一連の会議を組織することによって新たなミームプレックスのブレインストーミングを行った。更に重要なことに、メーリングリストを提供してサイバーカルチャーとサイバーデリック・カウンターカルチャーが隆盛している間に、多くの人々にトランスヒューマニストの視点を初めて露出した。1998年、哲学者のニック・ボストロムとDavid Pearceは、科学的調査と公共政策の正当な主題としてのトランスヒューマニズムの認識に向けた国際的非政府組織である世界トランスヒューマニスト協会（WTA）を設立した。2002年、WTAは『トランスヒューマニスト宣言』を修正して採用した。WTA（後のHumanity+）が作成した『トランスヒューマニストFAQ』は、トランスヒューマニズムの二つの正式な定義を提供した：

1. 理性の応用を通して、特に、老化の廃絶と人間の知的身体的および心理的能力を大幅に強化するために、広く利用可能な技術を開発および作成することによって、人間の状態を根本的に改善することの可能性と望ましさを肯定する知的および文化的運動。
2. 人間の根本的な限界を克服することを可能にする技術の影響、展望、および潜在的危険性の研究。そして、そのような技術の開発と使用に関わる倫理的問題に関連する研究。

他のトランスヒューマニストによる組織とは対照的に、WTAの職員は、社会的勢力が彼らの未来学的展望を害する可能性があり、それに対処する必要があると考えた。特に懸念されるのは、階級や国境を超えた人間強化技術への平等なアクセスである。2006年、右派リバタリアンとリベラル左派の間で発生したトランスヒューマニズム運動における政治的闘争により、元常務のJames Hughesの元でWTAは中道左派に位置付けられた。2006年、エクストロピー研究所の理事会は組織の運営を中止し、その使命は「本質的に完了した」と述べた。これにより、世界トランスヒューマニスト協会が主要な国際的トランスヒューマニスト組織として残った。2008年、ブランド変更の一環としてWTAは「Humanity+」へと名前を変更した。2012年、Longevity Partyが科学技術的手段の開発を顕著な延命へと促進する人々の国際連合として発足し、今日では世界に30を超える国家組織が存在する。
Mormon Transhumanist Associationは2006年に設立され、2012年までに数百人の成員で構成されていた。
初めて議会に選出されたトランスヒューマニスト議員はイタリアのGiuseppe Vatinnoである。
2014年には、作家・哲学者のゾルタン・イシュトヴァンがトランスヒューマニスト党を結成し、2016年アメリカ合衆国大統領選挙に出馬した。本人によると、米国初の無神論者の大統領候補である。この党は主に、科学者、未来学者、エンジニア、テクノロジー愛好家から構成されているが、新たな支持基盤として無神論者、LGBT、障がい者のコミュニティを取り込もうとしている。公式な有料の党員制度はないが、ソーシャルメディアやイベント参加者、寄付などを根拠に、米国内に約2万5000人の支持者がいると推定されている。世界的には五大陸を跨ぎ、約25のトランスヒューマニスト党が存在するとしている。基礎を成す考え方は、生命という体験は貴重で美しく、それを保護するための合理的手段はテクノロジーとサイエンスしかないというもので、「誰かを傷つけない限り自分の体にはしたいことをする権利がある」という理念、形態的自由という思想を達成したいとしている。右派でも左派でも気にしないという。主な目標は、戦争や暴力行為から費用を取りあげ、その資源を人々の健康のための医療や、繁栄、幸福の実現に向けて注ぐこと。また、巨大な海上国家プロジェクトを作り、あらゆる人や科学実験がそこで受け入れられるようにしたいという。宣戦布告する相手はがんやアルツハイマー、そして加齢である。ロボットが仕事をする一方、人間は余暇を楽しみ世界を探索するという生き方も提唱している。その他、全国共通のベーシックインカムを設定することで経済的不平等をなくし、大学や幼稚園を含む全ての人の教育無償化を主張している。イシュトバンの政治アドバイザーは、元民主党の下院議員候補で、トランスジェンダーの億万長者起業家マーティーン・ロスブラットの息子ガブリエル・ロスブラット。

## 理論
トランスヒューマニズムがポストヒューマニズムの分枝であるかどうか、そしてこの哲学的運動がトランスヒューマニズムに対してどのように概念化されるべきかについては、議論の余地がある問題である。後者については、保守的、キリスト教的および進歩的批評家によって、ポストヒューマニズムの異種または活動主義的形態であると言及されることがある。
トランスヒューマニズムと哲学的ポストヒューマニズムの共通点は、人類が進化し、最終的には、それを補完または置換することになる新しい知的な種が誕生するという未来像である。トランスヒューマニズムは進化的観点に重きを置いており、認知の強化（i.e. 生物学的向上）による、より高度な知能を持つ動物種の創造を含むが、参与者の進化の最終的目標としての「ポストヒューマンの未来」に執着している。
それにも関わらず、知的な人工物を創造するというアイデア（例えば、ロボット工学者のハンス・モラベックによって提案されたようなもの）は、トランスヒューマニズムに影響を与えている。モラベックのアイデアとトランスヒューマニズムは、ポストヒューマニズムの「自己満足的」または「黙示録的」な異種として特徴付けられ、人文科学および芸術における「文化的ポストヒューマニズム」とは対照的である。そのような「文化的ポストヒューマニズム」は、ますます洗練されつつある機械と人間との関係性を再考するためのリソースを提供するが、トランスヒューマニズムと同様のポストヒューマニズムは、この観点では「自律的自由主義的主題」という時代遅れの概念を放棄するのではなく、その「特権」をポストヒューマンの領域にまで拡張している。ヒューマニズムと啓蒙主義思想の継続としてのトランスヒューマニストの自己特徴付けは、この見方に対応している。
世俗的ヒューマニストの中には、トランスヒューマニズムをヒューマニストによる自由思想運動の子孫であると考え、トランスヒューマニストは、人間が持つ諸懸念を解決するための技術的アプローチ（i.e. 技術中心主義）と死の問題に対して特に焦点を当てているため、ヒューマニズムの本流とは異なると主張する者もいる。しかし、他の進歩主義者達は、ポストヒューマニズムは、それが哲学的であろうと活動主義的であろうと、社会正義に関する懸念から転向した量と人間の制度の改革、そして他の啓蒙主義的先入観から、より精巧な生き方を求めるところの、人体の超越に対する自己陶酔的渇望に向かっていると論じている。
代替として、ヒューマニストの哲学者Dwight Gilbert Jonesは、個々の遺伝子型（DNA）が連続した表現型としてインスタンス化されるという、DNAとゲノムの貯蔵庫を通した新たなルネサンス・ヒューマニズムを提起した（Bodies or lives via cloning, Church of Man, 1978）。彼の見解では、「自己」を保持するためには、ネイティブなDNA分子の「連続性」が必要であり、コンピューティング能力やメモリ集約の量によって、彼が「Genity」と呼ぶ真の遺伝的アイデンティティの本質的な「悪臭」を置き換えることはできないと言う。代わりに、イエズス会の400年の集会に類似した機関によるDNAとゲノムの管理は、ヒューマニズムが我々の種の共通信条になるように提案されたモデルであり、彼の投機的な小説『The Humanist – 1000 Summers』（2011年）では、人類は来る数世紀を地球と人類の調和のために捧げた。
トランスヒューマニズムの哲学は、技術社会における人間のアイデンティティのあらゆる側面を扱い、人間と技術の関係性の変化する性質に焦点を当てた学術研究の学際的領域であるTechnoself studiesと密接に関係している。

### 目的
ある朝、あなたは目覚め、別の脳葉が機能しているのを見つける。この不可視の補助葉は、あなた自身の記憶領域を超えた情報であなたの質問に答え、行動のもっともな経路を提案し、関連する事実を引き出すのに役立つ質問をする。あなたはすぐにその葉を信頼し、どのように機能しているのか疑問に思わなくなる。あなたはただ使うだけ。これが人工知能の夢である。—バイト、1985年4月

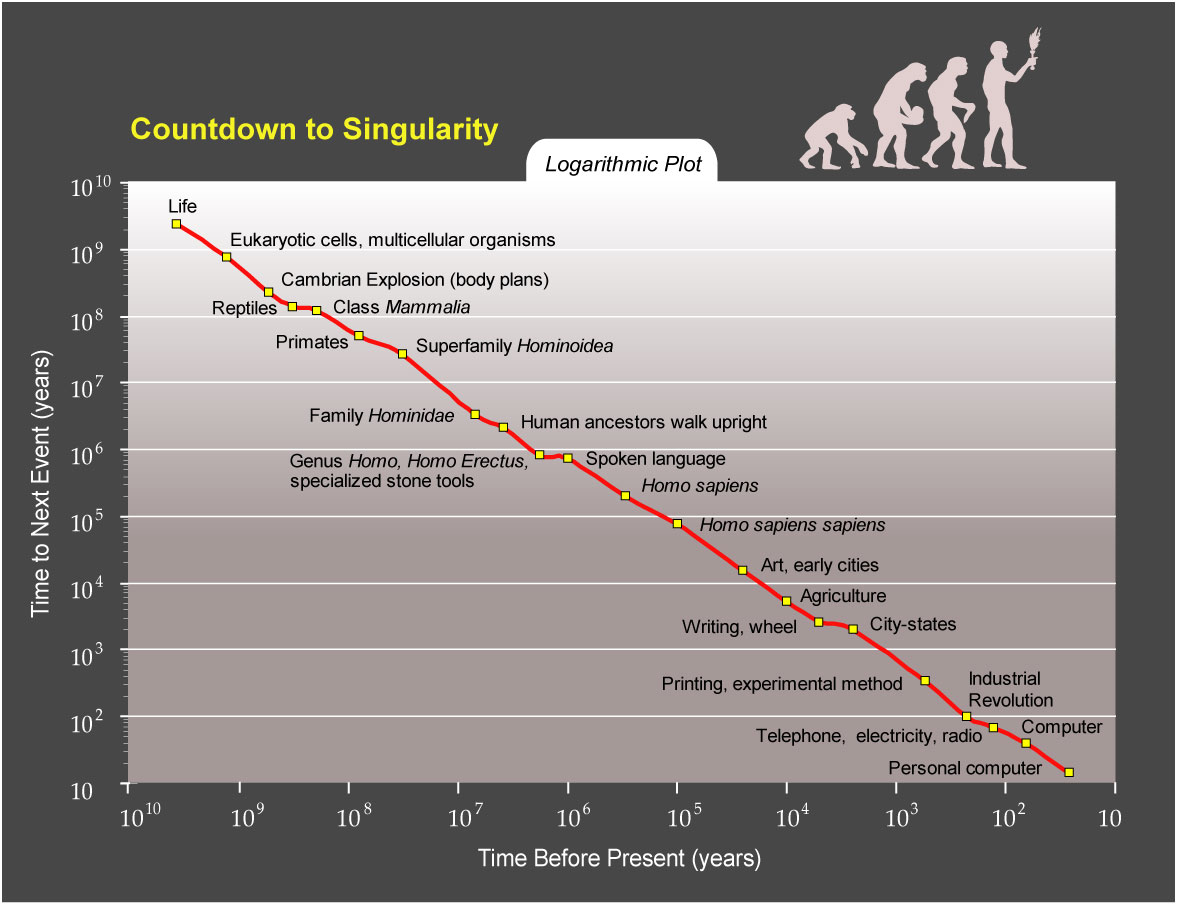
レイ・カーツワイルは、世界の主要な出来事をグラフにプロットすることで、「人間の人生が不可逆的に変化する」までの時間を予測できると考えている。

トランスヒューマニストの理論家と支持者の多くは、全世界の貧困、疾病、障害、栄養失調を減らす目的で理性と科学技術を応用しようとしているが、トランスヒューマニズムは、個人レベルでの人体改善に技術を適用するということに特に焦点を当てている点で独特である。多くのトランスヒューマニストは、生得的な精神的および身体的障害を排除することにより、全生命の質を向上させる将来の技術と革新的な社会システムの可能性を、人間の状態の物資的現実の法的および政治的平等の約束を果たすように努めつつ、積極的に評価している。
トランスヒューマニストの哲学者は、人間の状態を進歩および改善するよう人間は努めるべきであるという完璧主義者による倫理的要請があるだけではなく、人間は、本来の人間を超えて自己を強化するトランスヒューマン的な存在段階に入ることが可能かつ望ましいと主張している。そのような段階では、自然な進化は、意図的な参加型または指向型進化に置き換えられる。
レイ・カーツワイルなどの一部の理論家は、技術的革新の速度は加速しており、今後50年間には、急進的な技術的進歩があるだけではなく、人間の本質を根本的に変え得る技術的特異点が齎される可能性があると考えている。この大規模な技術的変化を予見するトランスヒューマニストは、これは一般的に望ましいことであると主張している。しかし、非常に速い技術的変化の潜在的危険性に懸念を持っており、先進技術が責任を持って使用されるようにするための選択肢を提案する人々もいる。例えば、ボストロムは未来の人類の福祉に対する実存的リスクについて広範囲に渡って執筆しており、これには新興技術によって生み出される可能性があるものも含まれる。
多くの人々は、トランスヒューマニストは不死性を目指していると考えているが、これは必ずしも真実ではない。Institute for Ethics and Emerging Technologies（2011-2012）のマネージング・ディレクターであるHank Pellissierはトランスヒューマニストを調査し、818人の回答者のうち23.8%が不死性を望んでいないことを発見した。議論された理由のいくつかは、退屈と地球の人口過多、および「来世に行きたい」という欲求であった。

### 共感的可謬性と会話合意
一定のトランスヒューマニストの哲学者は、他者が経験することに関するすべての憶測は可謬的であり、したがって他者がそれらについて想定することを修正する能力のない、生物を助けたり保護しようとする全ての試みは、どのような善意を持っていたとしても実際にはそれらを傷つける危険に晒しており、そしてすべての知覚を持つ存在は知的であるに値すると考えている。これらの思想家は、反証可能性に基づいた方法で議論する能力は、外部の憶測に依存しない方法で個人が話すことが可能になる任意ではない閾値を構成すると主張している。また彼らは、何かを経験することができるすべての生物は、それらがまだその閾値に到達していない場合、そこに達するに値すると主張しており、通常、閾値に達する根本的な変化は、脳の識別能力の精密度の増加にあると述べている。これには、動物の神経細胞数と接続性の増加、および独立して判断できない非知的な小児期を短縮、または、理想的にはスキップするための接続性の発達の加速が含まれる。トランスヒューマニストによるこの説明は、彼らが提唱する遺伝子工学は、生物の体細胞と生殖細胞の両方への一般的な挿入であり、個人を修正することなく追放・粛清することではないと強調している。また後者を思うことは非倫理的なだけではなく、効果的な遺伝子工学の可能性のために不必要であると考えている。

### 倫理
トランスヒューマニストは、未来学や様々な倫理分野を活用することで、生物学的限界を克服する可能性を理解し評価するための学際的アプローチを行っている。自然システムの保全に道徳的価値を置く多くの哲学者、社会批評家、そして活動家とは異なり、トランスヒューマニストは特に自然という概念そのものを精々問題のある不明瞭なもので、最悪の場合、進歩の邪魔であるとさえみなしている。これと合わせて、Dan Aginなど多くの著名なトランスヒューマニズム支持者は、トランスヒューマニズムの批評家を政治的右派と左派で共同の「バイオコンサバティズム」または「バイオ・ラッダイト」と呼んでおり、後者の用語は、19世紀に人間の肉体労働者を機械で置き換えることに反対した反産業化運動を暗示している。
反トランスヒューマニズムの信念は、トランスヒューマニズムは人生の多くの領域、特に社会的な面において不公平な人間強化を引き起こす可能性があるというものである。これはステロイドの使用と比較できる。スポーツでは、ステロイドを使用するアスリートの方がそうでないアスリートよりも有利である。同じシナリオは、人々が職場や教育現場で彼らに利点を与える特定の神経インプラントを持つ際に発生する。さらに、M.J. McNameeとS.D. Edwardsによると、社会の特定の特権階級によってもたらされる改善が、人類を異なる二つの種へと分断してしまうということを恐れる多くの人がいる。人類が異なる二つの種へ分断されるという着想は、一方が他方と比べて物理的および経済的に大きな利点を持つため、最良の場合であっても煩わしいものである。一方は他方と繁殖できない可能性があり、また身体的健康と能力が低いことにより、他方よりも道徳的地位が低いとみなされることがある。

### 潮流
トランスヒューマニズム思想には様々な意見がある。主要なトランスヒューマニストの思想家の多くは、絶え間ない修正と開発の下にある見解を持っている。トランスヒューマニズムのいくつかの特徴的な流れをアルファベット順で以下に列挙する：
- 民主的トランスヒューマニズム、自由民主主義と社会民主主義、急進的民主主義（英語版）、そしてトランスヒューマニズムが合わさった政治イデオロギー[72]。
- エクストロピアニズム、人類の進化への積極的アプローチを提唱する一連の原則によって特徴付けられるトランスヒューマニズム思想の初期の潮流[35]。
- イモータリズム（英語版）、根本的な寿命延長と技術的不死性は可能かつ望ましいという信念に基づく道徳的イデオロギーであり、それを確実に実現するための研究開発を支持している[73]。
- リバタリアン・トランスヒューマニズム、リバタリアニズムとトランスヒューマニズムが合わさった政治イデオロギー[68]。
- ポストジェンダリズム（英語版）、高度なバイオテクノロジーと生殖補助技術を応用することによって人類の性別を自発的に排除しようとする社会哲学[74]。
- ポストポリティシズム（英語版）、人間強化技術への自由なアクセスと理性に基づいた「ポスト民主主義（英語版）国家」を作成することを目的とするトランスヒューマニストの政治的提案[75]。
- シンギュラリタリアニズム、技術的特異点は可能であるという信念に基づく道徳的イデオロギーであり、その実現と安全性を確保するための意図的な行動を提唱している[60]。
- テクノガイアニズム（英語版）、新興技術は地球環境を回復するのに役立ち、したがって安全かつクリーンな代替技術（英語版）の開発は環境保護主義者の重要な目標であるとの考えに基づく生態学的イデオロギー[72]。

### スピリチュアリティ
多くのトランスヒューマニストは無神論者、不可知論者、あるいは世俗的ヒューマニストであるが、宗教的またはスピリチュアルな視点を持つ者もいる。一般的に世俗的態度をとっているにも関わらず、宗教によって伝統的に支持されてきた不死性などの希望を追求しているが、ラエリズムなどの20世紀後半からの議論を呼ぶいくつかの新しい宗教運動は、身体と精神にテクノロジーを適用して人間の状態を変更するというトランスヒューマニストによる目標を明確に受け入れている。しかし、トランスヒューマニズム運動に関連する思想家のほとんどは、テクノロジーを使用してより長く健康的な人生を実現するという実用的目標に焦点を当てており、今後の神経神学（Neurotheology）の理解と、ニューロテクノロジーを応用することによって、人間は、一般的により深い自己認識を得られる霊的体験として解釈されている変性意識状態のより大きな制御を得られると推測している。トランスヒューマニストの仏教徒は、様々な種類の仏教および仏教由来の瞑想と、心を拡張する神経工学間での合意領域を探求しようとした。しかし、彼らは人間性を超越するためのツールとしてマインドフルネスを割り当てたために批判されてきた。
一部のトランスヒューマニストは、人間の意識がいつか代替となるメディアへ移される可能性があるという理論的意味合いで、人間の心とコンピュータハードウェアの互換性を信じている（一般的に精神転送として知られる投機的手法）。一部のトランスヒューマニストが関心を持つこのアイデアの極端な定式化は、クリスチャンの宇宙学者フランク・ティプラーによって提案されたオメガ点である。ティプラーは、デジタル主義のアイデアを利用して、数十億年の宇宙崩壊によりメガコンピュータ内のシミュレートされた現実内で人間が永続する条件を作り出し、「ポストヒューマンの神性」（Posthuman godhood）の形を達成できるという観念を成長させた。ティプラーより以前、オメガ点という用語は古生物学者でイエズス会の神学者であったピエール・テイヤール・ド・シャルダンによって使用されていた。彼は、包括的なノウアスフィアとグローバルな意識の発達に進化のテロスを見た。
一部のキリスト教思想家の観点から見ると、精神転送の考え方はグノーシス的なマニ教の信念の特徴である人体に対する中傷を表している。また、トランスヒューマニズムとその推定される知的前駆体は、非クリスチャンおよび世俗的評論家によって新グノーシス主義であると説明されている。
トランスヒューマニズムと信仰との間で行われた最初の対話は、2004年にトロント大学で開催された一日間の会議であった。そこでは、宗教批評家によってのみ『トランスヒューマニズムの哲学は、永遠の真理も、神性との関係性も提供しない』と非難された。彼らは、これらの信念に対する哲学的欠如が、ポストモダンの冷笑主義（シニシズム）とアノミーによる霧の海に人類を彷徨わせているとコメントした。これに対してトランスヒューマニストは、『そのような批判は、啓蒙主義にまで遡れる楽観的・理想的態度に根ざしていて、シニカルからはかけ離れているトランスヒューマニスト哲学の実際の内容を見損なっていることを反映している』と答えた。この対話に続いて、宗教社会学者のWilliam Sims Bainbridgeは、Journal of Evolution and Technologyに掲載された予備実験を実施し、宗教的態度はトランスヒューマニストの考え方の受容と負の相関関係があり、高度に宗教的世界観を持つ個人は、トランスヒューマニズムを彼らの精神的信念に対する直接的で競争的な（最終的には無駄な）侮辱であると理解する傾向にあることを示唆した。
2006年以来、Mormon Transhumanist Associationは技術と宗教の交わりに関する会議や講演を支援している。Christian Transhumanist Associationは2014年に設立された。
2009年以来、American Academy of Religionは、宗教分野の学者らによる、トランスヒューマニストの重要な主張と仮定の根底にあるかもしれない暗黙の宗教的信念を特定し批判的に評価しようとしている年次集会で「トランスヒューマニズムと宗教」に関する協議を行っている。そこでは、トランスヒューマニズムが人類の未来、特に人間が変容する可能性（技術的手段であろうとその他の手段であろうと）について独自の考えを発展させるために宗教的伝統に対してどのように挑戦するのかという考察、およびナノテクノロジー、ロボット工学、そして情報技術に大きな信頼を置き、仮想的不死性を達成し、優れたポストヒューマン種を創造するという想定された未来の重要かつ建設的な評価を提供している。
物理学者でトランスヒューマニストの思想家でもあるGiulio Priscoは、「科学に基づいたコスミストの宗教は、超知能およびその他の危険な技術の向こう見ずな追求から我々を守る最良の防護物かもしれない」と述べている。Priscoはまた、トランスヒューマニズム運動の起源に対するNikolai Fyodorovich Fyodorovのもののような精神的アイデアの重要性を認識している。

## 実践
一部のトランスヒューマニストが新興技術の認識された利益について抽象的かつ理論的なアプローチを取っている一方で、他の人々は遺伝性のものを含む人体への変更のための特定の提案を提供している。トランスヒューマニストは、しばしば人間の神経系を強化する方法について関心を持っている。Kevin Warwickなどの一部の人々は末梢神経系の変更を提案しているが、脳は人格の共通分母であると考えられているため、トランスヒューマニストの野心の主な焦点となっている。
実際に、Warwickは単に提案を行うよりも遥かに進んでいる。彼は2002年に、自身の神経系をコンピュータへ直接リンクしてインターネットに接続するために、100個の電極のアレイを左腕の正中神経に外科的に埋め込み、一連の実験を実施した。彼は、神経信号を使用してロボットの手を直接制御し、指先からのフィードバックを通して手に加えられる力を感じることができた。彼はまた、超音波感覚入力の形態を経験し、彼自身の神経系と、同じように電極を埋め込まれた彼の妻の神経系との間で、最初の純粋な電気通信を行った。
自己改善と身体改善の支持者として、トランスヒューマニストは、長寿と健康の改善のために設計されたルーチンとライフスタイルに従事しながら、恐らく認知と身体能力を改善するであろう既存の技術と技法を使用する傾向にある。彼らの年齢に応じて、一部のトランスヒューマニストは、将来の技術の恩恵に浴するまで生きることができないという懸念を表明している。しかし多くの人は、寿命延長の戦略と、人体冷凍保存を実証されていない方法ではなく、最後の手段として実行可能な選択肢にするために、人体冷凍保存研究への資金提供に大きな関心を持っている。議論および共同プロジェクトの支援とフォーラムを提供するために、様々な目的を持つ地域的およびグローバルなトランスヒューマニストのネットワークとコミュニティが存在する。
ほとんどのトランスヒューマニストの理論が未来の技術とそれらが齎すであろう変化について焦点を当てている一方、今日では既に多くの人々が非常に基本的な段階での実践に関与している。健康上の理由により必要ではない場合であっても、多くの人が美容整形を経て身体に美容的変化を受け取ることは珍しくない。人間の成長ホルモンは、背の低い子供や身体的欠陥を抱えて生まれた子供の自然な発達を変えようとしている。医師は認知力を高めるためにリタリンやアデロールなどの薬を処方し、多くの人がバイアグラやプロペシア、ボトックスなどの「ライフスタイル」薬を服用して、成熟期に失われた若さを取り戻している。

### 関心を持つ技術
トランスヒューマニストは、仮想現実や人工知能、超知能、3Dバイオプリンティング、精神転送、化学的な脳の保存、および人体冷凍保存などの仮説上の未来の技術と同様に、ナノテクノロジーやバイオテクノロジー、情報技術、認知科学（NBIC）などを含む技術の出現と収束を支持している。彼らは、人間以上の存在になるために、それらの技術を使用することが人間には可能であり、また使用すべきであると信じている。したがって彼らは、個人および彼らの子供に人間強化技術を使用する選択を保証するため、市民の自由としての認知的自由と形態学的自由、そして生殖の自由の認識および、または保護を支持している。一部の人々は、21世紀の中頃までに、人間強化技法とその他の新興技術がより急進的な人間強化を促進するだろうと推測している。カーツワイルの著書『The Singularity is Near』とミチオ・カクの著書『Physics of the Future』は、様々な人間強化技術を概説し、これらの技術が人類にどのような影響を与えるかについての洞察を与えている。
技術的収束とNBICの概念に関するいくつかのレポートは、それらのトランスヒューマニスト的指向と疑わしき空想科学的性格を批判している。同時に、脳および身体改変技術に関する研究は米国防総省の後援の下で加速されており、米国防総省は、それらが米国とその同盟国の超兵士に提供するであろう戦場における利点に対して関心を持っている。「情報管理能力を拡張する」ための脳研究計画は既に存在するが、軍事関連の科学者は現在、睡眠なしで最大168時間まで戦闘能力を伸ばすことを検討している。
神経科学者のAnders Sandbergは、脳の極薄切片をスキャンする方法を実践している。この方法は脳の構造をより良く理解するために使用され、現在はマウスで使われている。これは、記憶や感情など人間の脳に含まれる内容を仮想的にコンピュータへアップロードするための最初の段階である。

## 議論
人間強化および関連する問題の概念と展望は、公的な論争を喚起する。トランスヒューマニズムとその提案に対する批判は、主に二つの形を取っている。一つは、トランスヒューマニズムの目標が達成される可能性に反対するもの（実践的批判）であり、もう一方は、トランスヒューマニストによる提案または根本的なトランスヒューマニズムそのものを支える道徳的原則または世界観に反対するもの（倫理的批判）である。批評家および反対者は、トランスヒューマニストの目標を人間の価値に対する脅威とみなしていることがよくある。
トランスヒューマニストの計画の最も広く知られている批評のいくつかは、小説とフィクション映画である。これらの芸術作品は、哲学的分析よりもむしろ空想の世界を提示しているにも関わらず、いくつかのより正式な議論の試金石として使用されている。人間強化技術を導入した社会は、1932年のオルダス・ハクスリーによる小説『すばらしい新世界』に描かれたようなディストピアと似たようなものになる可能性があるという様々な議論がなされている。
別の面では、この数世紀での医学的進歩が我々の種を著しく変えたため、人類は既にトランスヒューマンであると考える著者もいる。しかし、それは意識的なものではなく、したがってトランスヒューマニスティックな方法ではない。そのような観点からすると、トランスヒューマニズムは絶えず野心的である。新しい技術が主流になるにつれて、まだ導入されていない新しい技術の導入が新たな変化の目標となる。

### 実現可能性
社会学者のMax Dublinは1992年の著書で、過去の多くの失敗した技術的進歩の予測を指摘し、現代の未来学者による予測も同様に不正確だと証明されるだろうと論じた。彼はまた、トランスヒューマニストの理念を前進させる少数の人々による科学主義、狂信、そしてニヒリズムとして彼が考えたものに対しても反対した。Dublinはまた、ミレナリアン（千年王国説を信じる人々）と共産主義者による教義の間には歴史的類似点が存在すると述べた。
公衆衛生学教授のGregory Stockは一般的にトランスヒューマニズムに対して共感的であるが、レイ・カーツワイルやハンス・モラベック、そしてKevin Warwickによって予測された技術的実現可能性と人類の一般的なサイボーグ化には懐疑的である。彼は、21世紀を通して多くの人間は深く機械のシステムに統合された自己を見つけるだろうが、依然として生物学的なままであり、彼ら自身の形と性格への主な変化はサイバーウェアからではなく、彼らの遺伝学と代謝、そして生化学への直接的操作から生じるだろうと述べた。
哲学者のMary Midgleyは、彼女の著書『Science as Salvation』（1992年）の中で、物質的な人体を超越することによって不死性を達成するという概念（精神転送というトランスヒューマニストの信条に反響した）を、J・B・S・ホールデンと彼のサークルのメンバーを含む20世紀初期の男性科学思想家のグループに遡った。彼女は、これらのアイデアを「身勝手で制御されていない力の空想」によって身体から逃れるというビジョンと関連付けて「疑似科学的な夢と予言」であると特徴付けた。彼女の議論は、それらの思想家の疑似科学的な推測と、不合理な死への恐れによって突き動かされた空想、非専門家に対する無視、そして彼らの終末論的ビジョンの疎外として彼女が見抜いたものに焦点を当てている。
別の批評は、Jeremy Rifkinによって「既存の生命体のアップグレードと、能力を完璧なものにするという意図を伴った完全に新しい種のデザイン」として定義された「アルゲニー」（英：Algeny, 錬金術（Alchemy）と遺伝学（Genetics）のかばん語）に対して主に向けられている。その批評は、生物学的複雑性の問題と生物学的進化の産物の発達を導く試みの予測不可能性を強調している。特に生物学者のStuart Newmanによって詳述されたこの議論は、動物のクローニングと生殖細胞系列の遺伝子工学はエラーが発生しやすく、本質的に胚発生を破壊してしまうという認識に基づいている。それに応じて、そのような方法をヒト胚に使用することは容認できないリスクを作り出すと論じられている。したがって、人間の発達に関する実験で特に永続的な生物学的結果を伴うものを実行することは、ヒトを対象とした研究を管理する一般的原則に違反することとなる（1964年のヘルシンキ宣言を参照）。さらに、一つの種での実験結果の改善は、さらなる実験なしに新しい種へと自動的には移行できないため、発達の初期段階にある人間の遺伝子操作を行うための倫理的ルートはないと主張されている。
しかしながら実際問題として、人間を対象とした研究に関する国際的な取り決めは、トランスヒューマニストやその他の人々による胚選択技術による子孫改善の試みに対して法的障害を与えない可能性がある。法学者のKirsten Rabe Smolenskyは、既存の法律は、子供のゲノムを強化することを選択した親を、手続きの不運な結果から生じる将来的な責任から保護するだろうと述べている。
トランスヒューマニストやその他の人間の遺伝子工学の支持者は、人間の遺伝子組み換え実験のあり得る結果と予定に関する高度な不確実性がある限り、実用的懸念を無下にはしない。しかし、生命倫理学者のJames Hughesは、発達の初期段階にある人間に対する遺伝子操作への可能な倫理的ルートの一つは、ヒトゲノムのコンピュータモデルの構築とそれが指定するタンパク質、および彼がそれもまたコードしていると主張している組織工学であると提案している。バイオインフォマティクスの飛躍的な進歩により、ヒューズは、人体での遺伝子発現の仮想モデルはそれほど遅れることはなく、仮想の人間でそれらの影響をシミュレートすることにより、遺伝子改変の承認を加速させられると考えている。公衆衛生学教授のGregory Stockは、既存の遺伝子工学技術に対するより安全と思われる代替手段として、人工染色体があることを指摘している。
加速度的変化の可能性を擁護する思想家らは、過去における人類の技術的能力の指数関数的増加のパターンを指摘している。カーツワイルは彼の著書『The Singularity is Near』（2005年）でこの立場を発展させた。

### 本質的不死性
トランスヒューマニズム思想において、人間は自分自身を神と置き換えようとしていると主張されてきた。2002年のバチカンによる声明『Communion and Stewardship: Human Persons Created in the Image of God』は、「ヒトより下位の存在による産物を通して一個人としてのヒトの遺伝的アイデンティティを変えることは、根本的に不道徳である」と述べており、それは「ヒトは自身の生物学的性質に対する処遇の完全な権利を持っている」ことを暗示している。声明はまた、真の改善は宗教的経験と「神のイメージをより完全に実現する」ことによってのみ得られるため、超人的または精神的に上位の種の創造は「考えられない」と主張している。キリスト教神学者といくつかの教会と宗派の平信徒の活動家は、トランスヒューマニズムに対して同様の反対表明を行っており、キリスト教徒は、無制限の延命や苦痛の廃止などのラディカルなトランスヒューマニストによる約束を、あの世で達成すると主張している。この見解では、トランスヒューマニズムは「地上の楽園」を創造しようとするユートピア的運動の長蛇の列における別の代表にすぎない。その一方で、神学者のRonald Cole-TurnerやTed Petersなどのトランスヒューマニストによる目標と結びついた宗教思想家は、「共創」（co-creation）の教義は、遺伝子工学を使って生物学的に人間を改善する義務を提供していると考えている。
他の批評家は、マービン・ミンスキーやハンス・モラベック、および他のトランスヒューマニストによる著作内での人体の道具的概念と彼らが主張するものを標的にしている。トランスヒューマニストの計画に対するフェミニストの批判の緊張を反映して、哲学者のSusan Bordoは、彼女が男性と女性の両方に影響すると見ている「細さ、若さ、そして身体の完璧化への現代の強迫観念」、明瞭な方法では「我々の文化によって育まれた不安や空想の論理的（極端な場合）な現れ」を指摘している。一部の批評家は、この運動が身体の修正に焦点を当てていることの他の社会的意味合いに疑問を投げかけている。政治学者のKlaus-Gerd Giesenは、特にトランスヒューマニズムが人体の改変に集中していることは、消費者文化における霧化された個人主義と身体商品化の論理的でありながら悲惨な結果を表していると主張している。
ニック・ボストロムは、若返りたい、特に人体の自然な限界を超越したいという欲求は、一般的に汎文化的かつ汎歴史的であり、したがって20世紀の文化に一意に結びつけられないと答えている。彼は、トランスヒューマニストの計画は、幼稚な空想や社会的トレンドではなく、ヒトゲノム計画と同等の科学計画にその欲求を向けて人類の最も古い希望を達成する試みであると主張している。

### 人間のアイデンティティの喪失

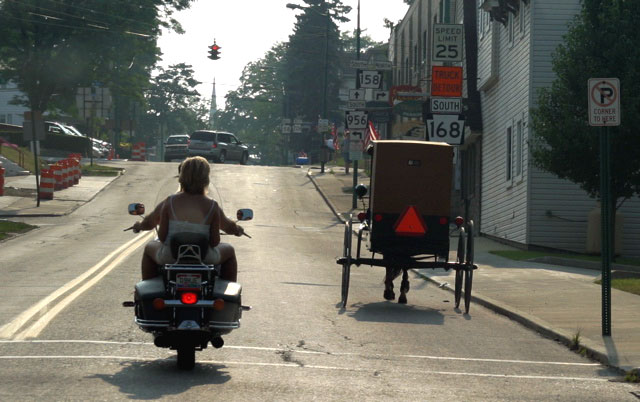
アメリカ合衆国において、アーミッシュは現代の技術を避けることで最も有名な宗教集団である。トランスヒューマニストは、近い将来に恐らく人間強化技術を適用しないで「人間に留まる」ことを選択する「ヒューマニッシュ」な人々が存在するだろうと論じることで類似点を描画しており、彼らの選択は尊重され保護されなければならないと考えている。

環境倫理学者のBill McKibbenは、著書『Enough: Staying Human in an Engineered Age』（2003年）にて、胚選択技術、ナノ医療、寿命延長戦略などのトランスヒューマニストによって想定または支持されている多くの技術に対して詳細に論じた。彼は、老化に対する脆弱性や最大寿命、そして身体的および認知的能力の生物学的制約などの普遍的な人間の制限を克服しようとして、人間が自分自身（または子供）の基本的な側面を改ざんすることは道徳的に間違っていると主張している。このような操作を通して自己を「改善」しようとすると、意味のある人間の選択の経験に必要な背景を提供する制限がなくなる。彼は、そのような制限を技術的に克服できる世界では、人間の人生はもはや意味がないものになると主張している。明らかに治療目的で胚選択技術を使用するという目的でさえ、認知能力を改ざんしようとする誘惑を避けられないため、放棄する必要がある。彼は、明、江戸幕府、現代のアーミッシュなどを例として、社会が特定の技術を放棄することで利益を得ることが可能であると主張している。
生政治学活動家のJeremy Rifkinと生物学者のStuart Newmanは、バイオテクノロジーには生物のアイデンティティを大きく変える力があることを認めている。彼らは、人間と人工物との境界が曖昧になることを恐れているため、人間の遺伝子工学に反対している。哲学者のKeekok Leeは、そのような発展を「自然」を「人工物」に変換するために技術が使用された近代化の加速傾向の一部であると考えている。極端な場合、これは人間のクローンや人間と動物のキメラ、またはバイオロイドなどの「怪物」の製造と奴隷化に繋がる可能性があるが、社会的および生態学的システムからの人間と非人間のより少ない転位も問題とみなされている。映画『ブレードランナー』（1982年）と小説『ブラジルから来た少年』（1976年）、および『モロー博士の島』（1896年）は、このようなシナリオの要素を描写しているが、メアリー・シェリーの小説『フランケンシュタイン』（1818年）は、バイオテクノロジーが、「副人間的」（e.g. ウンターメンシュ）なものと同様の対象化され社会的に繋ぎ止められていない人々を作り出すだろうと示唆する批評家によって、しばしば最も暗示される。このような批評家は、通常は人間の遺伝子工学の国際的な禁止といった形で、彼らが非人間化の可能性として描写するものが二度と起こらないようにするために、厳密な対策の実施を提案している。
科学ジャーナリストのRonald Baileyは、McKibbenの歴史的な例には欠陥が存在し、より詳細に研究すると異なる結論を支持すると主張している。例えば、新しい技術を採用することに関してアーミッシュよりも慎重な集団はほとんど存在しないが、近親交配による多くの稀な遺伝病に苦しめられているため、テレビを避け馬車を使用しているにも関わらず遺伝子治療の可能性を歓迎している人もいる。Baileyとその他の人間の生物学に対する技術的変更の支持者は、いくつかの人間の限界が非常に主観的な強化技術によって克服されると人生は無意味なように経験されるという主張も拒否している。
Reason誌に寄稿しているBaileyは、人間のような知性およびホモ・サピエンスのそれと類似した脳を持つ副人間的生物の創造について推測する際に不必要な警告に耽溺する動物の改変に関わる研究に対する反対者を非難した。Baileyは、動物に関する研究を行う目的は、単に人間の医療への利益を生み出すことであると主張している。
SF作家のアイザック・アシモフが「フランケンシュタイン・コンプレックス」と呼んでおり、この研究に対するいくつかの批判を助長している擬人恐怖症（英：Anthropomorphobia）として特徴付けられるものに反対するトランスヒューマニストの人格理論家からは、異なる反応が来ている。例えば、Woody Evansは、人間のクローンおよび人間と動物のキメラ、そして向上した動物はすべて、彼らが自己認識している限り、尊敬、尊厳、権利、責任、市民権を持つに値するユニークな人格であると主張している。彼らは、今後の倫理的問題は怪物と呼ばれるものの創造ではなく、これらの創造物を怪物として判断し扱うだろう「嫌悪要因」や「人間中心主義」として彼らが特徴付けるものであると結論付けている。
米国に拠点を置くCenter for Genetics and Societyは、満期の人間のクローン作成や胚選択技術などの人間の生物学の世代を超えた改変を含むトランスヒューマニストのアジェンダに反対するという特定の目的で2001年に設立された、少なくとも一つの利益団体である。Chicago-Kent College of LawのInstitute on Biotechnology and the Human Futureは、学術的環境での人間の生物学への遺伝子およびナノテクノロジーの提案された応用について批判的に精査している。

### 社会経済的影響
いくつかのリバタリアン・トランスヒューマニズムの批評家は、富裕層と貧困層の間での分裂が増している社会で起こり得る社会経済的結果に焦点を当てている。例えばBill McKibbenは、新興の人間強化技術は、より多くの財源を持つ人々だけが不釣り合いに利用可能であり、したがって富裕層と貧困層との格差を悪化させ「遺伝的格差」を生み出すと提起している。「リプロジェネティクス」という用語を作り、その応用を支持する生物学者および科学作家であるLee M. Silverでさえも、社会民主主義による改革が人間強化技術の導入に遅れを取れば、これらの方法は遺伝子操作された「持つもの」と「持たざるもの」からなる二層社会を作成できるだろうという懸念を表明した。1997年の映画『ガタカ』は、個人の社会階級が完全に遺伝子操作に依存するディストピアを描いており、これらの見解を支持する批評家によってしばしば引用される。
これらの批判は、非リバタリアンのトランスヒューマニズム支持者、特に民主的トランスヒューマニストを自称する人々によって表明されている。彼らは、現在または将来の社会的および環境的問題（失業や資源の枯渇など）の大半は政治的手段と技術的解決策（最低限所得保障や代替技術など）を組み合わせて対処する必要があると信じている。したがって、人間強化技術への不平等なアクセスに起因する新たな遺伝的格差という特定の問題について、生物学者のJames Hughesは、彼の著書『Citizen Cyborg: Why Democratic Societies Must Respond to the Redesigned Human of the Future』（2004年）において、進歩（より正確に言えば技術的進歩）は、人間強化技術を禁止しようとするのではなく、この問題をできる限り軽減するために公共政策（i.e. 人間強化技術をカバーする普遍的な医療保障制度）を明確にし、実施するものでなくてはならないと主張している。後者について、これらの技術を安全でないものにしたり、局所の闇市、またはそのようなことの禁止が強制されていない国で裕福な人々だけが利用可能にすることにより、実際には問題を悪化させる可能性があると彼は論じている。
Leon Kassの著作にあるように、文明社会の基本と判断される様々な制度や慣習が損傷または破壊されることを恐れる場合がある。政治経済学者および哲学者のフランシス・フクヤマは、彼の著書『Our Posthuman Future』（2002年）と2004年のForeign Policy誌の記事で、「人間性」の根本的な変化は民主主義（とりわけ自由民主主義）の平等主義の理想を損なう可能性があるため、トランスヒューマニズムを世界で最も危険な思想だとしている。社会哲学者のユルゲン・ハーバーマスは、彼の著書『The Future of Human Nature』（2003年）にて同様の議論を行っており、そこでは道徳的自律は他者から一方的に課せられた仕様に従わないことに基づいていると断言している。したがってハーバーマスは、人間の「種の倫理」が胚段階の遺伝子修正によって損なわれることを示唆している。Kassやフクヤマなどの批評家は、人間を生物学的に著しく変更する試みは本質的に不道徳であるだけではなく、社会秩序を脅かすと考えている。あるいは、そのような技術の実装は、社会階層の「帰化」に繋がる可能性が高い、または全体主義体制の手に新しい統制手段を渡す可能性が高いと主張している。AIのパイオニアであるジョセフ・ワイゼンバウムは、人間の有機体そのものの価値を下げることにより、分裂的で非民主的な社会政策を可能にする言説を促進する彼の同僚（特にマービン・ミンスキーとハンス・モラベック）の言葉と考えにある厭人的傾向を批判した。
リバタリアンの月刊誌『Reason』の2004年の記事にて、科学ジャーナリストのRonald Baileyは、政治的平等は決して人間の生物学の事実に掛かるものではないと主張しフクヤマの主張へ異議を唱えた。彼は、自由主義は人類の実質的平等または事実上の平等の提議ではなく、政治的権利と法の前の、または法令上の平等の主張に基づいていると主張している。Baileyは、遺伝子工学の産物は人間の不平等を悪化させるのではなく、むしろ改善する可能性があり、かつては少数者の特権だったものを多くの人々に与えていると主張している。さらに、彼は「啓蒙主義の最高の成果は寛容の原則である」と主張している。実際、自由（リベラル）な社会において、法は、金持ちか貧乏人か、強力か無力か、教育を受けたか受けていないか、強化されたかされていないかに関わらず、等しく適用されることを意味するため、政治的自由主義は既に人間とポストヒューマンの権利問題の解決策であると彼は言う。哲学者Russell Blackfordのようなトランスヒューマニストの考えに共感的な他の思想家も、伝統へのアピールと彼らが『すばらしい新世界』型の議論に関与する不必要な警告とみなすものに反対した。

#### 文化的美学
トランスヒューマニズムの社会経済的リスクと影響に加えて、そこには文化的美学に関わる考え得る結果と影響が存在する。現在、人々が社会において自分自身を表現するための多くの方法がある。人が衣類や髪型、そして身体を変化する方法はすべて、人の自己提示方法および社会による認識を識別する。フーコーによると、彼らに監視されていると感じさせることによって社会は既に身体を支配および統制している。この社会による「監視」は、大多数の個人がどのように自己を美的に表現するかを決定付けている。
Jerold Abramsによる2004年の記事で概説されているリスクの一つは、普遍性を支持する差異の排除である。これは外部に自己を独自表現することによって社会の圧政的で支配的な構造を破壊する個人の能力を排除することであると彼は論じている。人々に対するそのような統制は、専制政治の危険な意味合いを持つ。人間の形態を認知的に強化するだけではなく、身体的にも強化する別の結果は、支配的な社会構造によって永続化される「望ましい」特性の強化である。「醜い」または「望ましくない」とみなされ、それ故に劣るとみなされる身体的特徴は、それを行う余裕のある人々によっては簡単に切り取られるが、そうでない人々は望ましくない人々の相対的カーストへと追い込まれる。これらの身体的な「改善」が完全に普遍化されたとしても、彼らは実際に、各個人が独自の方法でユニークな人間になるものを排除するだろう。

### 強制的優生学の亡霊
トランスヒューマニズムの批判者の中には、古い優生学、社会進化論、ナチスの支配民族のイデオロギーおよびその過去の計画を、遺伝子改良技術の促進が意図せず引き起こしうる事象の警告とみなす人々がいる。強制的な国家主導の遺伝的差別の復活や、遺伝的欠陥を持つ人の強制不妊などの人権侵害、制度化された殺人（特に劣っていると認識された人種の隔離およびジェノサイド）という、最悪のシナリオとしての「優生戦争」を恐れる者もいる。保健法の教授のGeorge Annasとテクノロジー関連法の教授Lori Andrewsは、これらの技術の使用がそのような人間-ポストヒューマン間のカースト戦争に繋がる可能性があるという立場の著名な擁護者である。
主要なトランスヒューマニストの組織は、そのような政策が用いる強制を強く非難し、それらが基づいている人種差別主義的および階級主義的な前提を拒否すると共に、ヒトの選択的交配を通して優生学的改善が意味のある時間枠内で達成できるという疑似科学的概念を拒否している。代わりに、ほとんどのトランスヒューマニストの思想家は、平等主義リベラル優生学の一形態である「新しい優生学」を提唱している。彼らの2002年の著書『From Chance to Choice: Genetics and Justice』の中で、非トランスヒューマニストの生命倫理学者であるAllen Buchanan、Dan Brock、Norman DanielsおよびDaniel Wiklerは、リベラルな社会は公衆衛生を最大化して、生まれつきの遺伝的才能および遺伝子改良への不平等なアクセスの両方に起因する格差を最小限に留めるため、遺伝子改良技術の可能な限り幅広い採用を奨励する義務があると主張している（そのような政策が個人の生殖の権利を侵害したり、将来的な親に対してこれらの技術を使用するよう過度の圧力を掛けたりしない限り）。ほとんどのトランスヒューマニストは同様の見解を持っているが、20世紀初頭の優生学運動の信用を失った理論や実践と混同されないように「優生学」という用語からは距離を置いている（胚選択やリプロジェネティクスという用語を好む）。

### 実存的リスク
英国の王室天文官であるマーティン・リースは、著書『Our Final Hour』（2003年）にて、高度な科学と技術は進歩への機会と同量の災害リスクを齎すと主張している。しかしリースは科学的活動の停止を主張している訳ではなく、その代わりに彼はより厳しいセキュリティと恐らくは伝統的な科学的開放性の終了を求めている。環境運動で多く見られるような予防原則の擁護者はまた、潜在的に危険な領域でのゆっくりとした注意深い進歩または停止を支持している。一部の予防主義者は、人工知能とロボット工学が人間の生命を脅かす可能性のある別形態の認知の可能性を示すだろうと信じている。
トランスヒューマニストは、実存的リスクの可能性を減らすために、新興技術に対する特定の制限を必ずしも除外する訳ではない。しかし一般的に彼らは、予防原則に基づく提案は現実的で生産的であると主張するテクノガイアニズムのトランスヒューマニズムの流れとは対照的に、しばしば非現実的であり時には非生産的であると反論している。科学史学者のJames Burkeは、彼のテレビシリーズ『Connections』にて、予防主義や公的調査の制限などの技術変化に関するいくつかの見解について詳細に分析した。Burkeは、これらの見解のいくつかの実用性に疑問を投げかけているが、探求と開発の現状を維持することは、変化の方向性を見失う割合や地球資源の枯渇など、それ自体の危険を齎すと結論付けている。一般的なトランスヒューマニストの立場は、反科学的見解やテクノフォビアを助長するのではなく、社会が安全でクリーンな代替技術の利益の早期到達を確保するために意図的な行動を取る実用的な立場である。
ニック・ボストロムは、異常な地球規模の壊滅的出来事が発生せずとも、技術的進歩によって促進される基本的なマルサスと進化の力は、人間社会の前向きな側面を排除する恐れがあると主張している。
実存的リスクに対抗するためにボストロムが提案したトランスヒューマニストの解決策の一つは、技術開発の順序に影響を与える一連の試みである差別的技術開発の制御である。このアプローチでは、計画者は有害となる可能性のある技術の開発とその応用を遅らせ、有益な可能性のある技術、特に他者の有害な影響に対する保護を提供する技術開発を加速させる。

### トランスヒューマニズムの目標の信頼性
Lara Prendergastは、食物や性を取り除くというトランスヒューマニズムの目標は、人生の二つの大きな喜びを取り除いてしまうため、本物ではないと述べている。彼女はトランスヒューマニズムを「新しいナルシシズム」の一部であると呼んでいる。

## 主なトランスヒューマニスト
- J・B・S・ホールデン
- ハンス・モラベック
- K・エリック・ドレクスラー
- ニック・ボストロム - 世界トランスヒューマニスト協会創設者
- フランク・ティプラー
- ロバート・エッチンガー
- レイ・カーツワイル - フューチャリスト、技術的特異点論者